# 孙含中
孙含中（?—?），山东昌邑人，是一名清朝政治人物。
孙含中曾于1773年接替韩锡祚任苏松道道员一职，1773年由韩锡祚接任。